# 6364 Casarini
6364 Casarini este un asteroid din centura principală de asteroizi.

## Descriere
6364 Casarini este un asteroid din centura principală de asteroizi. A fost descoperit pe 5 martie 1981 la Observatorul La Silla de Henri Debehogne și Giovanni de Sanctis. Asteroidul prezintă o orbită caracterizată de o semiaxă mare de 2,75 ua, o excentricitate de 0,25 și o înclinație de 9,7° în raport cu ecliptica.